# Yavia
Yavia és un gènere de plantes descobert el 2001 amb només una única espècie, laYavia cryptocarpa. Pertany a la família de les cactàcies. De vegades la planta és classificada en la tribu de les Trichocereeae.
El nom del gènere refereix al departament de Yavi de província de Jujuy a l'Argentina, on se l'ha trobat a la zona de Quebrada de Toqueros a una altitud de 3700 msmn. L'epítet cryptocarpa, grec per a «fruit amagat», es refereix al fet que els fruits es formen dins del cos del vegetal. Només apareixen quan la planta travessa un període de sequera.

## Descripció
L'espècie, d'arrel molt tuberosa, presenta una tija subglobular, comprimida en l'àpex i més ample a la part superior que en la inferior. El seu aspecte general és bastant aplanat i la part superior sobresurt lleugerament del sòl. Fa de 3 a 4 cm d'altura per uns 2 a 3 cm d'ample. Les arèoles es disposen sobre els tubercles i presenten entre 8 i 15 espines pectinades d'uns 5 mm de llarg. Les flors són de color rosa pàl·lid encara que poden presentar-se blanques o porpra pàl·lid. Fa 1 cm de llarg per uns 2 cm d'ample. La floració és diürna i es produeix a la fi de la primavera. Els fruits fan uns 2 o 3 mm d'ample i es mantenen protegits en la depressió central de la planta durant diversos mesos. De juliol a novembre els fruits són expulsats. Els botons florals es formen al començament de l'època de pluges. Les flors són molts sensibles a altes temperatures. Al seu hàbitat natural les temperatures varien de -0,6 °C a 19 °C, amb una mitjana de 9,5 °C amb períodes de gel en totes les estacions.

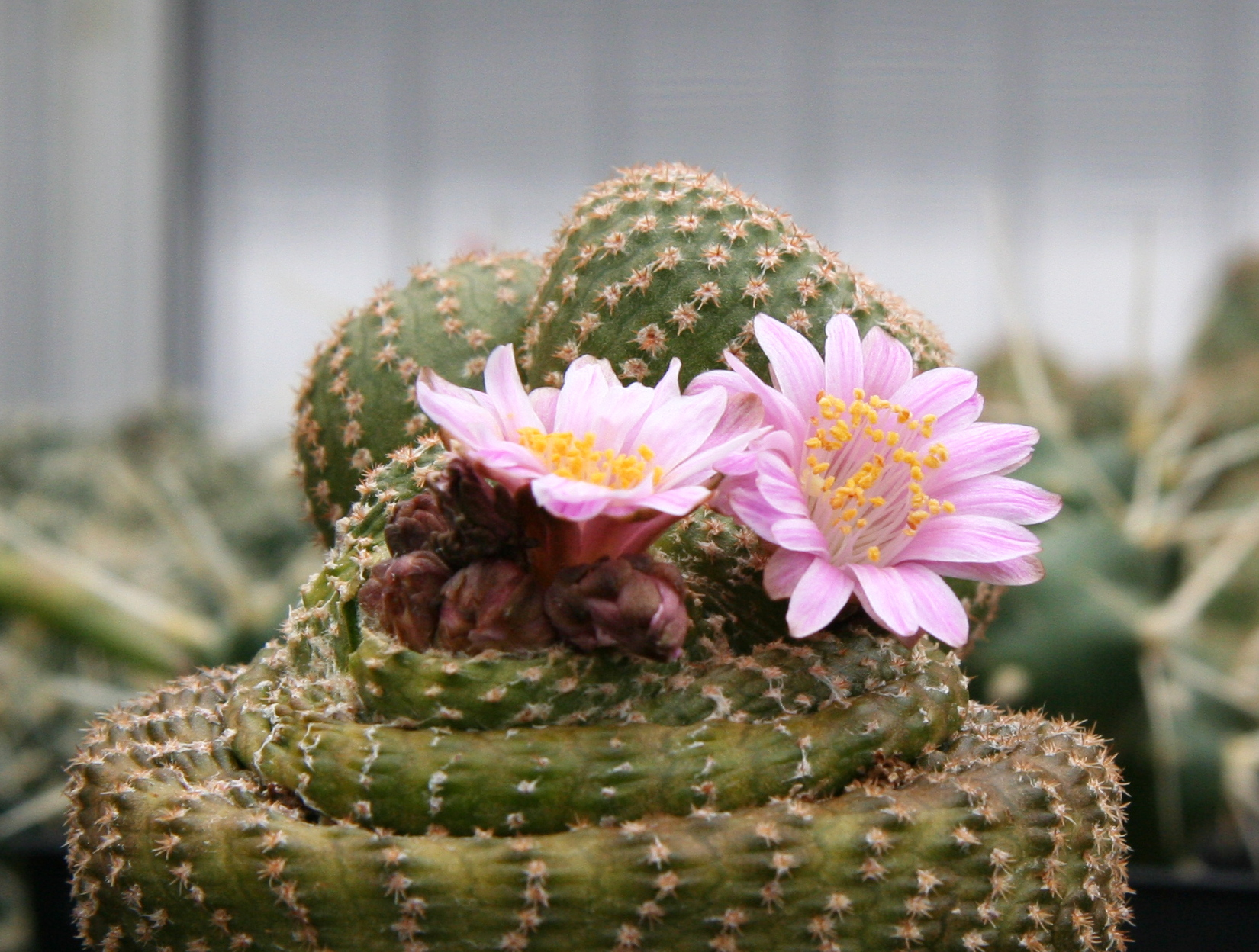
Floració de Yavia cryptocarpa

## Cultiu
Es multiplica a través de llavors, moltes vegades s'empelta, ja que creix molt poc a poc. Requereix una temperatura mitjana mínima de 8 °C i exposició a ple sol. Reg quotidià a l'estiu però escàs en forma de ruixada fina amb vaporitzador que s'assembli al rou natural com a l'hàbitat natural on no plou gaire. Absorbeix la humitat per les espines. Se l'ha de mantenir sec a l'hivern. Li cal un substrat sec, porós i ben drenat. Quan la planta està ben arrelada, es pot regar una mica més pel substrat.